# 376年
| 千纪： | 1千纪                                                                                           |
| 世纪： | 3世纪 \| 4世纪 \| 5世纪                                                                         |
| 年代： | 340年代 \| 350年代 \| 360年代 \| 370年代 \| 380年代 \| 390年代 \| 400年代                       |
| 年份： | 371年 \| 372年 \| 373年 \| 374年 \| 375年 \| 376年 \| 377年 \| 378年 \| 379年 \| 380年 \| 381年 |
| 纪年： | 丙子年（鼠年）；东晋太元元年；前凉咸安六年；代国建国三十九年；前秦建元十二年                    |

## 大事记
- 中国
  - 前秦苻堅滅前涼。
  - 前秦滅代國之戰，鐵弗部首領劉衞辰 因代國的軍事壓力而向前秦求救，苻堅派兵攻擊代國，代王拓跋什翼犍兵敗後為其子拓跋寔君所殺，代國因而大亂，終被前秦吞併，前秦統一北方。
  - 晉孝武帝司馬矅開始親政，謝安升中書監、錄尚書事，總攬朝政，陳郡謝氏成為東晉的最後一個當軸士族。
- 歐洲
  - 西哥德人在羅馬帝國的允許下，越過多瑙河進入巴爾幹半島定居。

## 逝世
- 拓跋什翼犍，中國東晉十六國時期鮮卑拓跋部首領代王，338年至376年在位，是南北朝時期北魏開國皇帝道武帝拓跋珪的祖父。拓跋鬱律之次子，拓跋翳槐之弟。
- 拓跋寔君，中國南北朝時期北魏昭成皇帝拓跋什翼犍之庶長子、道武帝拓跋珪的伯父。